# Filtar-papir
Filtar-papir ili filtarski papir proizvodi se od bijeljene celuloze ili pamuka, nekeljen je i kemijski čist. Razlikuje se tehnički filtarski papir i filtarski papir za kemijsku analizu. Njegova se kvaliteta ocjenjuje prema poroznosti, to jest prema sposobnosti odjeljivanja čvrstih suspendiranih čestica i prema brzini kojom propušta tekućinu, što je ovisno o finoći i broju pora u papiru. Filtarski papir treba da ostavlja vrlo malo pepela. Gramatura običnog filtarskog papira iznosi od 85 do 140 g/m2, specijalnog do 180 g/m2, a filtarskog kartona do 200 g/m2.

## Filtarski papir za kemijsku analizu
Filtar-papir za kemijsku analizu je potrošni laboratorijski pribor koji služi filtraciji, to jest odjeljivanju tekuće od krute faze. Proizvode se s različitim veličinama svojih pora, od 0,1 do 8 mikrometara. Podijeljeni su u nekoliko kategorija, koje su standardno označene trakama u boji.

### Kategorije filtar-papira
| kategorija | za filtriranje                         |
| ---------- | -------------------------------------- |
| crna       | brzo, vrlo krupnozrnati talozi         |
| bijela     | srednje brzo, krupnozrnati talozi      |
| žuta       | srednje do sporo, srednjezrnati talozi |
| plava      | sporo, sitnozrnati talozi              |
| zelena     | sporo, vrlo sitnozrnati talozi         |

Filtar-papir može se koristiti u ravnom ili naboranom obliku:
- ravni služi onda kada je važno sačuvati talog,
- naborani je koristan kada je važan samo filtrat.

### Filtar u kemiji
Filtar, u kemiji, procesnoj i sanitarnoj tehnici, je dio laboratorijskog pribora (lijevak za filtraciju), naprava ili industrijski uređaj (na primjer filtarska preša) za odvajanje čvrstih tvari od tekućih (kapljevitih, na primjer suspendiranih čvrstih tvari iz otpadnih voda, ili plinovitih, na primjer pepela iz dimnih plinova) propuštanjem njihove smjese kroz porozno filtarsko sredstvo od različitih materijala (papir, tkanina, keramika). Filtracija je fizikalna separacijska tehnika i tehnološka operacija razdvajanja heterogenih smjesa čvrstih tvari od kapljevitih ili plinovih tvari s pomoću porozne pregrade (filtarsko sredstvo), koja je smještena u prikladnoj napravi ili aparatu (filtru). Filtar-papir je potrošni laboratorijski pribor koji služi filtraciji, to jest odjeljivanju tekuće od krute faze.

## Filtar u strojarstvo
Filtar, u strojarstvu (i općenito tehnici), je uređaj za uklanjanje čvrstih čestica (najčešće nečistoća) iz kapljevina i plinova. Služi ili za nesmetan rad stroja (na primjer filtar ulja ili filtar ulja za podmazivanje, filtar za pogonsko gorivo) ili kao strojarski dio u postupcima tehnološke filtracije. Neke vrste filtara mogu biti izvedene kao građevni dijelovi (na primjer filtar za vodu na kućnim cisternama), a neke specijalne vrste filtara samo u najširem smislu mogu se smatrati strojarskim dijelovima (na primjer keramički filtri za separaciju uranija, filtri s aktivnim kemijskim tvarima i slično).

### Filtar ulja
Filtar ulja ili uljni filtar ima zadatak da razinu prljavštine ulja smanji na dozvoljenu vrijednost. Time se hidraulički dijelovi štite od prekomjernog trošenja i povećava se pouzdanost rada hidrauličkog i ostalih sustava. Filtar ulja koji se koristi kod automobila potrebno je promijeniti svaki put kad se mijenja i ulje u automobilu.

### Filtar zraka
Filtri za plinove mehanički su uređaji koji plinove čiste propuštanjem kroz porozno filtarsko sredstvo (tkanina, pust, žičano pletivo, porozan papir). Ono zadržava čvrste čestice veće od otvora ili pora, ali i mnogo manje, jer vlakna i niti djeluju slično deflektoru u inercijskim otprašivačima (ciklonsko odvajanje). Razlikuju se filtri za čišćenje industrijskih plinova (obično sadrže i više od 50 g/m³ praha koji potječe od mehaničkih ili kemijskih operacija i koji često treba hvatati radi daljnje preradbe) i za čišćenje zraka (sadrže manje od 10 g/m³ praha, koji gotovo nikada ne treba hvatati). Filtri za industrijske plinove grade se u obliku vreća, cijevi ili komora od uokvirenih ploča, a koriste se u proizvodnji čađe, cementa i kemijskih proizvoda, u željezarama, talionicama, ljevaonicama, mlinovima, u rudarstvu i drugo, dok se filtri za čišćenje zraka (od prašine, dima i slično) najčešće ugrađuju u sustave za grijanje, ventilaciju i klimatizaciju.